# Stazione di Fujiidera
La stazione di Fujiidera (藤井寺駅?, Fujiidera-eki) è la principale stazione della città omonima, nella prefettura di Osaka, in Giappone. Presso di essa passa la linea Kintetsu Minami-Ōsaka, e fermano i treni locali e i semiespressi, e a partire da questa stazione in direzione sud sia i locali che i semiespressi fermano in tutte le stazioni.

## Linee
Ferrovie Kintetsu
■ Linea Kintetsu Minami-Ōsaka

## Struttura
La stazione è realizzata in superficie, e dispone di due marciapiedi a isola con quattro binari passanti. Il fabbricato viaggiatori, di medie dimensioni, si trova sopra il piano dei binari, e collegato ad essi da scale fisse, mobili e ascensori.
| 1-2 | ■ Linea Kintetsu Minami-Ōsaka | per Dōmyōji, Furuichi, Shakudo, Kashiwarajingū-mae, Yoshino e Kawachi-Nagano |
| 3-4 | ■ Linea Kintetsu Minami-Ōsaka | per Kawachi-Matsubara e Ōsaka-Abenobashi                                     |

## Stazioni adiacenti
| «                           | Servizio                    | »                           |
| Linea Kintetsu Minami-Osaka | Linea Kintetsu Minami-Osaka | Linea Kintetsu Minami-Osaka |
| --------------------------- | --------------------------- | --------------------------- |
| Takawashi                   | Locale                      | Hajinosato                  |
| Kawachi-Matsubara           | Semiespresso                | Hajinosato                  |
| Transito                    | Espresso sezionale          | Transito                    |
| Transito                    | Espresso                    | Transito                    |